# Gerhard Xylander
Gerhard Xylander (* 1555 in Leuth; † 31. Mai 1610 in Köln) war Priester und Domherr zu Köln.
Der Dr. theol. war Benefiziat an St. Franziskus zu Lobberich, Regens des Montaner-Gymnasiums in Köln und dort auch Domherr. Kurz vor seinem Tode, am 15. Mai 1610, errichtete er eine Studienstiftung für seine Familienangehörigen.
Siehe auch: Liste der Kölner Domherren, Liste der Kölner Dompröpste, Liste der Kölner Domdechanten
| Personendaten    | Personendaten                |
| ---------------- | ---------------------------- |
| NAME             | Xylander, Gerhard            |
| KURZBESCHREIBUNG | Priester und Domherr zu Köln |
| GEBURTSDATUM     | 1555                         |
| GEBURTSORT       | Leuth                        |
| STERBEDATUM      | 31. Mai 1610                 |
| STERBEORT        | Köln                         |